# Mac OS X 10.2
Mac OS X 10.2 (nazwa kodowa Jaguar) – system operacyjny firmy Apple Inc. zaprezentowany 24 sierpnia 2002 roku dla komputerów Macintosh, jako następca systemu Mac OS X 10.1.

## Wymagania
Komputery:
- Power Macintosh G3
- Power Macintosh G4
- PowerBook G3
- PowerBook G4
- iMac G3 lub G4
- eMac
- iBook

## Historia wydań
- 24 sierpnia 2002 – Mac OS X 10.2.0 (build 6C115)
- 18 września 2002 – Mac OS X 10.2.1 (build 6D52)
- 11 listopada 2002 – Mac OS X 10.2.2 (build 6F21)
- 19 grudnia 2002 – Mac OS X 10.2.3 (build 6G30)
- 13 lutego 2003 – Mac OS X 10.2.4 (build 6I32)
- 10 kwietnia 2003 – Mac OS X 10.2.5 (build 6L29)
- 6 maja 2003 – Mac OS X 10.2.6 (build 6L60)
- 22 września 2003 – Mac OS X 10.2.8 (build 6R65)
- 3 października 2003 – Mac OS X 10.2.8 (build 6R73)

## Następcy systemu
Bezpośrednim następcą systemu Mac OS X 10.2 jest system Mac OS X 10.3 Panther.